# 清华大学继续教育学院
清华大学继续教育学院，是清华大学直属的一所专门从事在职人员教育的学院，也是全中国第一所继续教育学院。

## 历史

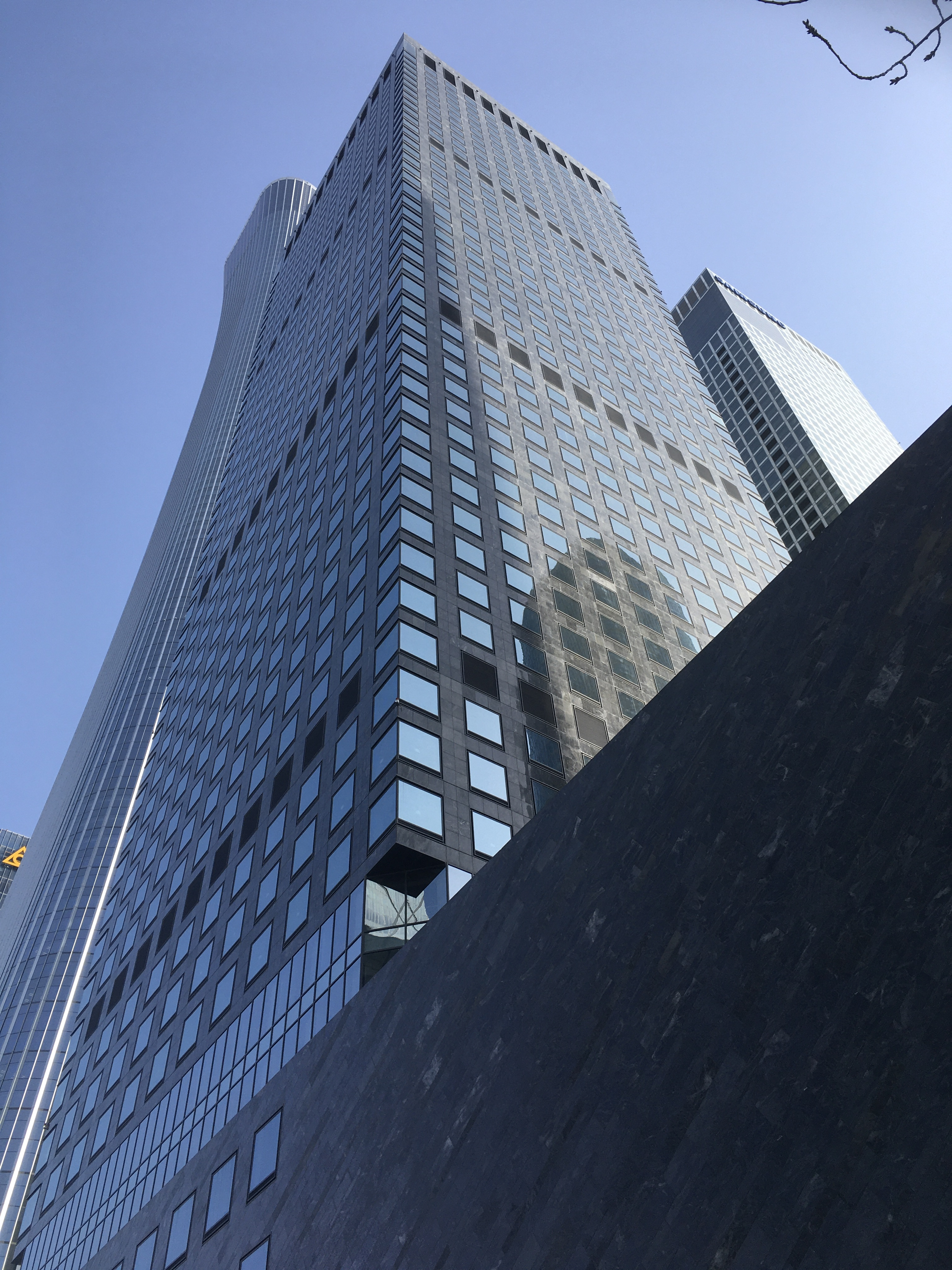
清華大學繼續教育學院教學樓，為中國第一、世界第二高的教學樓。

- 1985年5月，建立继续教育学院，作为学校职能部门对继续教育工作进行统一管理。
- 2002年，进行改革，全校继续教育管理工作由教育培训管理处负责，学院实行“学院化办学，企业化运作”的办学实体。[3]
- 2002年到2010年，共进行直接培训31.8万人次，远程教育扶贫培训80多万人次，远程教育每年培训100多万人次。

因在脱贫攻坚战中作出突出贡献，2021年2月25日全国脱贫攻坚总结表彰大会上，清华大学继续教育学院被授予“全国脱贫攻坚先进集体”。

## 机构
- 业务一部
  - 华北区管理培训中心
  - 华东区管理培训中心
  - 中南区管理培训中心
  - 西南区管理培训中心
  - 西北区管理培训中心
  - 跨区管理培训中心
- 业务二部
  - 医卫培训中心
  - 司法培训中心
  - 金融培训中心
  - 中外文化与文化产业培训中心
  - 公共安全培训中心
  - 工程技术培训中心
  - 军地两用人才培训中心
  - 港澳台与来华人员培训中心
- 业务三部
  - 国际教育培训中心/卓尔公司
  - 农业产业培训中心
  - 卓尔管理咨询中心
  - 中小企业培训中心
  - 市场研究中心
  - 卓识教育咨询公司
  - IT教育培训中心
  - 水木荷堂教育科技公司
- 职业经理训练中心

## 纠纷

### 于博诉清华“培训门”案
2008年，沈阳某高管于博根据网上介绍，报名清华大学继续教育学院的“公司管理与资本运作总裁班”第28期学院。于博看网上报名材料提供大量知名专家学者，但开学后小班授课变为大班授课，所谓专家学者很多未出现。
5月16日，学员集体向清华大学继续教育学院递交《28期公司治理与资本运作总裁研修班维权纪要》。于博两度以公司名义提起诉讼，均被海淀区人民法院以“诉讼主体”不适格”为由驳回上诉。
10月10日，于博以个人名义提起上诉，12月1日，一审开庭审理。清华大学继续教育学院发表声明，称继续教育学院官方网站的招生信息经过审核并对其负责，从未列出过主讲专家名单，于博举证网站招生简章均未经学院审查批准。
一审法院以“于博提交的从社会培训网站下载的招生简章不是清华大学正式网站，不足以证明清华大学进行了虚假宣传”为理由，判决驳回于渊诉讼请求。
2009年4月，二审开庭。